# Ullal Blanc
Ullal Blanc (White Fang en anglès) és una novel·la escrita per l'escriptor nord-americà Jack London (1876-1916). La novel·la va ser publicada l'any 1906. La història transcorre al Territori del Yukon, Canadà, durant la Febre de l'or de Klondike a finals del segle xix, narrant la vida d'un llop blanc salvatge. Ullal Blanc és una novel·la complementària (com un reflex temàtic) de la novel·la La Crida del Bosc, l'obra més coneguda de London, que tracta d'un gos domèstic segrestat que ha de fer ús del seu salvatge instint per sobreviure i prosperar als boscos d'Alaska.
La major part de la novel·la està escrita des del punt de vista del protagonista llop, que permet explorar la manera com els animals veuen el seu món i com aquests veuen els humans. Ullal Blanc examina el violent món dels animals salvatges i l'igualment violent món dels humans. La novel·la, a més, explora temes complexos, com la moral i la redempció.
D'Ullal Blanc se n'han fet diveses pel·lícules, incloent-hi la de l'any 1991 del mateix títol, protagonitzada per Ethan Hawke. A Catalunya també s'ha adaptat la novel·la en dibuixos animats, com ara a la sèrie Les Tres Bessones.

## Argument
La història comença abans del naixement d'Ullal Blanc, amb dos homes i el seu equip de gossos de trineu que estan viatjant per entregar un taüt en un remot poble anomenat Fort McGurry, situat a la zona alta del Territori del Yukon, Canadà. Els homes, Bill i Henry, són assetjats per una gran bandada de llops famolencs durant diversos dies. Finalment, després de ser devorats tots els gossos pels llops, en Bill, encegat de ràbia, comença a perseguir la lloba que guiava els llops en el moment de l'atac, i aleshores quatre trineus troben en Henry mirant d'escapar-se dels llops. Després, la bandada de llops es dispersa quan senten un gran grup de persones que arriben.
Llavors la història se centra en la bandada de llops, als quals han matat la seva última presa. Quan la bandada aconsegueix caçar i abatre un ant, s'acaba la gana; la bandada es divideix i ara la història se centrarà en una lloba i el seu company, One Eye. La lloba, es va trobar cinc cadells de llop prop del Riu Mackenzie, dels quals quatre moren de gana i només un sobreviu. Poc després, a One Eye el mata un linx femella mentre intentava saquejar el seu cau per portar menjar a la lloba i al seu cadell; la lloba trobarà les seves restes a prop del cau del linx. El cadell supervivent i la lloba tenen sort. Poc temps després de la mort d'One Eye la lloba aconsegueix matar tots els cadells del linx femella per menjar, provocant que el linx femella els segueixi i hi hagi una baralla sense límits. La lloba finalment aconsegueix matar el linx femella, però queda severament ferida.

El cadell, després d'uns dies, el troben cinc indígenes i la lloba va a rescatar-lo. Un d'ells, Castor Gris, reconeix la lloba com la Kitxe, la gossa-llop del seu germà, que es va escapar durant una crisi de fam. El germà de Castor Gris està mort, així que s'emporta la Kitxe i el seu cadell, batejant-lo a aquest últim com a Ullal Blanc. L'Ullal Blanc portarà una vida dura al campament indígena; la bandada de gossos del campament el veu com un llop i l'ataca tot sovint. És salvat de forma contínua pels indígenes, però els cadells mai l'acceptaran i el líder Lip-Lip el molestarà contínuament. L'Ullal Blanc creix i es converteix en un salvatge, taciturn, solitari i en lluitador mortal, "l'enemic de la seva sang".
"Per enfrontar-se al constant perill de ser ferit i inclús destruït, les seves facultats depredadores i defensives es desenvoluparen. Es tornà més àgil que els altres gossos, ràpid de potes, astut, mortal, més prim, amb músculs i nervis de ferro, més resistent, més cruel, més feroç i més intel·ligent. Va haver de ser tot això, si no, no hauria pogut resistir ni sobreviure a l'hostil ambient on es va trobar."
Quan l'Ullal Blanc té cinc anys, és portat a Fort Yukon perquè Castor Gris pugui comerciar amb els cercadors d'or. Allà és comprat, juntament amb diverses ampolles de whisky, per un organitzador de baralles de gossos, Smith, que torna alcohòlic a Castor Gris. Smith el fa competir amb altres gossos, mentre els diners públics corren en les apostes. Ullal Blanc derrota a tots els seus oponents, inclús a diversos llops i un linx, fins que li porten un bulldog, anomenat Cherokee, perquè aquest es baralli amb l'Ullal Blanc. En Cherokee aconseguix aferrar-se amb els seus ullals a la pell i al pelatge d'Ullal Blanc, que comença a asfixiar-lo lentament però segur. Gairebé mor asfixiat, però és rescatat quant Weedon Scott, un acabalat jove cercador d'or, apareix de sobte i detén la baralla, aconseguint comprar l'Ullal Blanc a Smith per cinquanta dòlars, en comptes del seu preu real, cinc-cents dòlars, donat al cas que està gairebé estrangulat.
Weedon intenta domar a l'Ullal Blanc, aconseguint-ho darrere un llarg i pacient esforç. Quan Weedon Scott intenta tornar ell sol a Califòrnia, l'Ullal Blanc el segueix i Weedon decideix portar-lo a casa seva. A la població de Sierra Vista, l'Ullal Blanc s'ha d'adaptar a les lleis de la mansió del seu amo. Al final del llibre, Jim Hall, un assassí, intenta matar el jutge Scott, el pare de Weedon, per haver-lo sentenciat a presó sense saber que va ser falsament acusat. Ullal Blanc mata a Hall i rep diversos trets, provocant costelles trencades i un pulmó perforat. Gairebé es mor a l'atac, però sobreviu pel seu instint de supervivència innata. Per la seva acció, les dones de la mansió Scott l'anomenen ''El Llop Beneït'', i la història s'acaba amb l'Ullal Blanc relaxant-se sota el sol amb els cadells que va tenir amb Collie, la gossa pastora de la casa.

## Personatges
Ullal Blanc té exactament 31 personatges, dels quals només 3 principals.

### Principals

#### Ullal Blanc
Dels llops era el més entremaliat dels germans, i l'únic cadell que va sobreviure i arribà a sortir a l'exterior. La primera vegada que va notar dolor fou quan Kiche li pegà perquè sortís a l'exterior. Després sortí més sovint i sentí cada vegada sensacions noves, com caure i la caça. Això li va resultar al principi molt fàcil, però en veure's amb la resta de gossos, canvià tot. El nom d'Ullal Blanc li posà Castor Gris, perquè tenia les dents molt blanques. Quan va veure els gossos pensà que eren de la seva raça i com que era un llop, l'atacaren. Els canvis patits foren molts. Començà pel canvi de la llibertat a la vida amb l'home. Si Lip-Lip no s'hagués interposat a la vida d'Ullal Blanc, aquest, de petit hauria jugat amb els altres gossos i s'hauria adaptat a una vida normal. Però la intervenció de Lip-lip produí un canvi en la seva vida; gràcies a Lip-lip aconseguí desenvolupar el sentit de l'astúcia que li fou molt valuós en la seva vida futura i també a enemistar-se per sempre amb tots amb els de la seva raça. Ullal Blanc era enginyós i dolent. Desenvolupà una maldat, una ràbia cap als humans, una agressivitat, que només podia veure's reflectida en els gossos, perquè tractava als humans com a déus, que el dominaven del tot. Aquesta maldat i agressivitat es va veure més reflectida amb Smith. En aquesta etapa, l'Ullal Blanc es tornà més agressiu que qualsevol cosa. Era una màquina de matar, pels seus instints de llop i per la rapidesa i destresa dels seus actes, per Lip-lip, per la crueltat de Smith que influí de gran manera. Només servia per a matar, fins que el va trobar Weedon Scott, i canvià la seva vida. Per primera vegada trobà amor, aprenent a riure, a abraçar, quan el seu amo es posava malalt. Així arribà a la cabana, on va conèixer a Collie, amb la qual van tenir fills.

#### Weedon Scott
Era el millor enginyer de mines del món. Fou ell qui parà la baralla d'Ullal Blanc amb un bulldog, perquè l'Ullal Blanc no morís. Era un home alt i jove i sempre afaitat, per això que sempre se li veia la pell bastant vermellosa. Quan arribà a la baralla, li va donar dos cops de puny a Smith i li comprà l'Ullal Blanc. Scott tenia dos fills i una dona, però el més important és que estimava a l'Ullal Blanc. Al principi el volia matar perquè era un llop indomesticable, però Matt aconseguí fer-lo entrar en raó, llavors fou ell qui no el va voler matar.
Es guanyà la confiança d'Ullal Blanc, donant-li carn en comptes d'una pallissa, perquè l'havia mossegat. Al final aconseguí domesticar-lo.
Tenia una granja a Califòrnia. Ell no volia portar el seu llop allà perquè el matarien, però quan va saltar al vaixell decidí que sí. Jugava amb Ullal Blanc i aquest l'estimava molt. Ensenyà a Ullal Blanc el que era l'amor.

#### Smith
Era descaradament lleig, amb un cos escanyolit, tenia un cap diminut que acabava en punta com una pera. Abans de cridar-lo amb el sobrenom de bell Smith li deien Pera. Tenia uns ulls tan grossos que entremig en cabia un altre parell. La naturalesa li havia donat una mandíbula inferior de grans dimensions. Era un dels homes més ploraners i covards de tota la regió, les seves dents eren llargues i groguenques. El seu cabell era escàs i de creixement. En una paraula; Smith era una monstruositat.
L'Ullal Blanc l'odiava, aquest sempre li pegava i el tractava molt malament, li havia ensenyat a lluitar i matar en les lluites il·legals que feia. Smith guanyà una gran suma de diners gràcies a les baralles. Era un ser cruel i despietat en què hi havia sentiments malvats com la cobdícia. Inclús una vegada intentà robar a l'Ullal Blanc.

### Secundaris
Kiche: Era la mare d'Ullal Blanc. Abans havia sigut un gos domèstic, fins que s'ensalvatgí i se n'anà a viure amb els llops. Tenia el pelatge rogenc.
Bill: Era un humà que la seva missió era transportar un taüt en un trineu portat per 6 gossos (dels quals cap va sobreviure).
Henry: És l'acompanyant d'en Bill. Va estar a punt de ser devorat per la bandada de llops, però la bandada fugí quan sentí que s'apropaven un gran grup de persones.
Grassonet: Gos de Henry i Bill, fou el primer a escapar del campament per apropar-se a la bandada de llops atret per Kiche, i més tard fou devorat.
Granota: Era el gos més fort d'en Bill i en Henry; fou el segon que devorà la bandada, també atret per Kiche.
Veloç: Tercer gos d'en Bill i en Henry que fou assassinat per Kiche gràcies a Orella Tallada. Mastegà les seves lligadures a la nit.
Orella tallada: Fugí dels seus amos en ple dia, atret per Kiche. Va morir devorat.
Cap Jove: Era un dels líders joves de la bandada que competia amb altres per aconseguir a Kiche. Juntament amb One Eye, matà al llobató que cortejava a Kiche.
One Eye: Era el líder vell de la bandada, matà primer el llobató que cortejava a Kiche i després al Cap Jove; el pare d'Ullal Blanc que després fou assassinat per un linx femella quan encara era un cadell. Era llop.
Llobató: Era un llobató que intentà cortejar a Kiche, però fou assassinat per One Eye i Cap Jove.
Castor Gris: És un indi que va adoptar a l'Ullal Blanc per ser el germà de Tres Àguiles, l'anterior amo de Kiche, que està mort.
Tres Àguiles: Germà de Castor Gris. Fou l'últim amo de Kiche i va morir de fam.
Lord Alfred: El cadàver que havien de portar dins el taüt al fort.
Linx: Era un linx femella que matà a One Eye i es barallà amb Kiche, mossegant-li una pota.
Klu-kuch: Dona de Castor Gris
Mit-sah: Fill de Castor Gris:
Baseek: Gos vell que Ullal Blanc guanyà en una baralla.
Lip-lip: Gos domèstic major i més gran que els altres cadells de la tribu, que decideix fer-li la vida impossible a l'Ullal Blanc molestant-lo contínuament. La resta de cadells l'imiten; es culpa seva que l'Ullal Blanc sigui tan agressiu.
Cherokee: Gos de raça bulldog, l'únic que pot vèncer a l'Ullal Blanc i gairebé matar-lo.
Tim Keenan: Jugador professional, amo de Cheeroke.
Matt: Amic i treballador de Weedon, que s'encarregava d'Ullal Blanc.
Alícia: Esposa de Weedon Scott.
Jutge Scott: Pare de Weedon Scott.
Isabel i Maria: Germanes de Weedon Scott.
Major: Gos de trineu de Scott.
Collie: Gossa pastora pertanyent al jutge Scott que instintivament ataca a l'Ullal Blanc cada vegada que el veu, excepte en la seva època de zel, quant li permet apropar-se, i junts tenen una camada de cadellets. La seva descripció no és molt clara, per això és difícil determinar la seva raça.
Dick: Llebrer pertanyent al jutge Scott, el seu instint el va fer atacar a l'Ullal Blanc la primera vegada que el va veure i aquest l'hagués assassinat si Collie no l'hagués defensat. Després va voler ser amic seu, però com que l'Ullal Blanc l'ignorava, Dick es va fer tan indiferent a la seva presència com a la d'un pal.
Jim Hall: És un assassí que gairebé mata a l'Ullal Blanc i volia matar el jutge Scott per haver-lo condemnat a una sentència injusta.

## Temes principals
Els crítics han identificat diversos temes subjacents a la novel·la. Tom Feller descriu la història com "una alegria del progrés de la humanitat des de la naturalesa fins a la civilització''. Ell també expressa que "la implicació [en la història] és que la metamorfosi tant de l'individu com de la societat necessitarà violència en algun moment". Paul Deane afirma que "[a la novel·la,] la societat exigeix una conformitat que submina l'individualisme". Jack London fou influenciat per les paraules de Herbert Spencer: "supervivència del més apte", igual que pel concepte de "superhome" de Friedrich Nietzsche ("supergos", en aquest cas) i el de "culte del poder".

## Recepció
Al moment de publicar-se, Ullal Blanc obtingué un èxit immediat a escala mundial. La novel·la es tornà popular, especialment entre els lectors joves. Robert Greenwood va descriure Ullal Blanc com "una de les més interessants i ambicioses obres de London". Virginia Crane afirma que "la novel·la és generalment considerada inferior a la seva obra complementària La crida del bosc, però que ajudà a London a establir-se com una popular figura de la literatura estatunidenca".

Pocs temps després de la publicació del llibre, Jack London fou blanc del que més tard s'anomenaria Controvèrsia dels falsificadors de la naturalesa, un debat literari que evidencià el conflicte entre la ciència i els sentiments en les obres populars sobre el món natural. El President Theodore Roosevelt, que es declarà en contra dels "naturalistes improvisats" l'any 1907, específicament mencionà a London com un dels anomenats "falsificadors de la naturalesa". Citant un exemple d'Ullal Blanc, Roosevelt es referí a la baralla entre el bulldog i el llop com "l'absurd més sublim". London solament contestà a les crítiques després del final de la controvèrsia. En un article del 1908 titulat "Els Altres Animals" ell va escriure:
Vaig ser culpable d'escriure dos animals - dos llibres sobre gossos. Quan vaig escriure aquestes dues històries, per la meva part, en realitat fou una protesta contra la "humanització" dels animals, de la qual em sembla que varis "escriptors d'animals" foren summament culpables. Una vegada i l'altra, en diverses ocasions, vaig escriure en els meus relats, parlant dels meus gossos-herois: "Ell no pensà aquestes coses; ell només les va fer'', etc. El va fer això repetidament, al punt d'embussar la meva narratova i violant els meus cànons artístics; ho vaig fer per martellejar la meva narrativa en l'entesa humana prometent que els meus gossos-herois no estaven guiats per un raonament abstracte, sinó per instint, sensació i emoció, així com científica i em vaig despertar un dia, totalment lligat a la banda dels falsificadors de la naturalesa.

## Rerefons
La novel·la és parcialment una al·legoria autobiogràfica basada en la transformació de London d'un adolescent aventurer a un escriptor casat de classe mitjana. Quan la va escriure, Jack London estava influenciat per les idees de Herbert Spencer, Karl Marx i Friedrich Nietzsche. Les condicions socials als Estats Units també van tenir influència a la història.

## Adaptacions
La novel·la ha estat adaptada en una pel·lícula, que té una seqüela, i també en format d'audiollibre.

## Historial d'edicions
Des de la publicació de la novel·la, aquesta ha estat traduïda en més de 89 idiomes diferents (entre ells el català) i va aparèixer en una edició braille de tres volums.